# Rita M. Sambruna
Rita M. Sambruna  (OMRI) es una astrofísica ítalo-estadounidense. Es la subdirectora de la División de Ciencia Astrofísica del Centro de vuelo espacial Goddard de la Administración Nacional de Aeronáutica y el Espacio NASA (por sus siglas en inglés, National Aeronautics and Space Administration). Fue la profesora Clare Boothe Luce en Física y Astronomía en la Universidad George Mason.

## Educación y primeros años
Originaria de Italia, Sambruna obtuvo su grado Laurea en física en la Universidad de Milán. Recibió su maestría y doctorado en Astrofísica en la Escuela Internacional para Estudios Avanzados en Trieste (SISSA por sus siglas en italiano) con una tesis sobre las propiedades de rayos-X intergalácticos observados con el telescopio  Röntgen satellit  (ROSAT).

## Carrera
Sambruna fue una investigadora posdoctoral en el Instituto de Ciencia del Telescopio Espacial (STScI por sus siglas en inglés), en Baltimore. Fue también una investigadora NRC en el Centro de vuelo espacial Goddard de la NASA y investigadora asociada en la Universidad Estatal de Pensilvania. Obtuvo el premio CAREER de la Fundación Nacional de Ciencia.
Desde 2000 hasta 2005, Sambruna fue la profesora Clare Boothe Luce de Físicas y Astronomía en la Universidad George Mason, donde fue parte del profesorado de enseñanza y donde educó varios estudiantes de licenciatura y posgrado en proyectos de investigación. Desde 2005, fue una científica en el Centro de vuelo espacial Goddard de la NASA, en el grupo Fermi, donde realizó investigación en galaxias, rayos y hoyos negros. En 2010,  se unió al Cuartel General de la NASA, donde ejerció como la Científica de Programa para el Programa de la física del Cosmos (PCOS), supervisó la implementación de la Encuesta Decadal de prioridades en Astrofísica para PCOS y dirigió el programa estratégico de tecnología de astrofísica. Fue la Científica de Programa para el observatorio de ondas gravitacionales Laser Interferometer Space Antenna (LISA). Ella sirvió como Agente de Programa para el Programa de archivo de datos astrofísicos (ADAP) y fue líder para la estrategia de la división de Astrofísica.
Sambruna es la subdirectora del Centro de vuelo espacial Goddard de la NASA.

### Investigación
Los temas de interés de Sambruna en astrofísica incluyen el estudio de la condición de la materia cerca de los hoyos negros súper masivos (rayos, vientos, absorbentes calientes), los cuales ella estudia en observatorios de rayos X y rayos Gamma, incluyendo Chandra, XMM-Newton y Fermi. Ahora ella añade ondas gravitacionales para complementar sus estudios del Universo en la banda electromagnética.
Sambruna es miembro de la Sociedad Astronómica Estadounidense, la Asociación Estadounidense para el Avance de la Ciencia y la Sociedad Estadounidense de Física.

## Premios y Honores
Sambruna recibió la medalla al mérito excepcional de la NASA en 2019.  En 2020,  fue seleccionada como socia electa de la Sociedad Estadounidense de Física.  En 2021,  fue elegida como socia electa de la Sociedad Astronómica Estadounidense.

## Vida personal
En su tiempo libre, Sambruna disfruta leer, montar a caballo y enseñar yoga. Es una profesora de yoga certificado RYT200, con especialización en yoga para cáncer.